# Cyphomyrmex bicornis
Cyphomyrmex bicornis é uma espécie de inseto do gênero Cyphomyrmex, pertencente à família Formicidae.